# Pintor de Boston CA

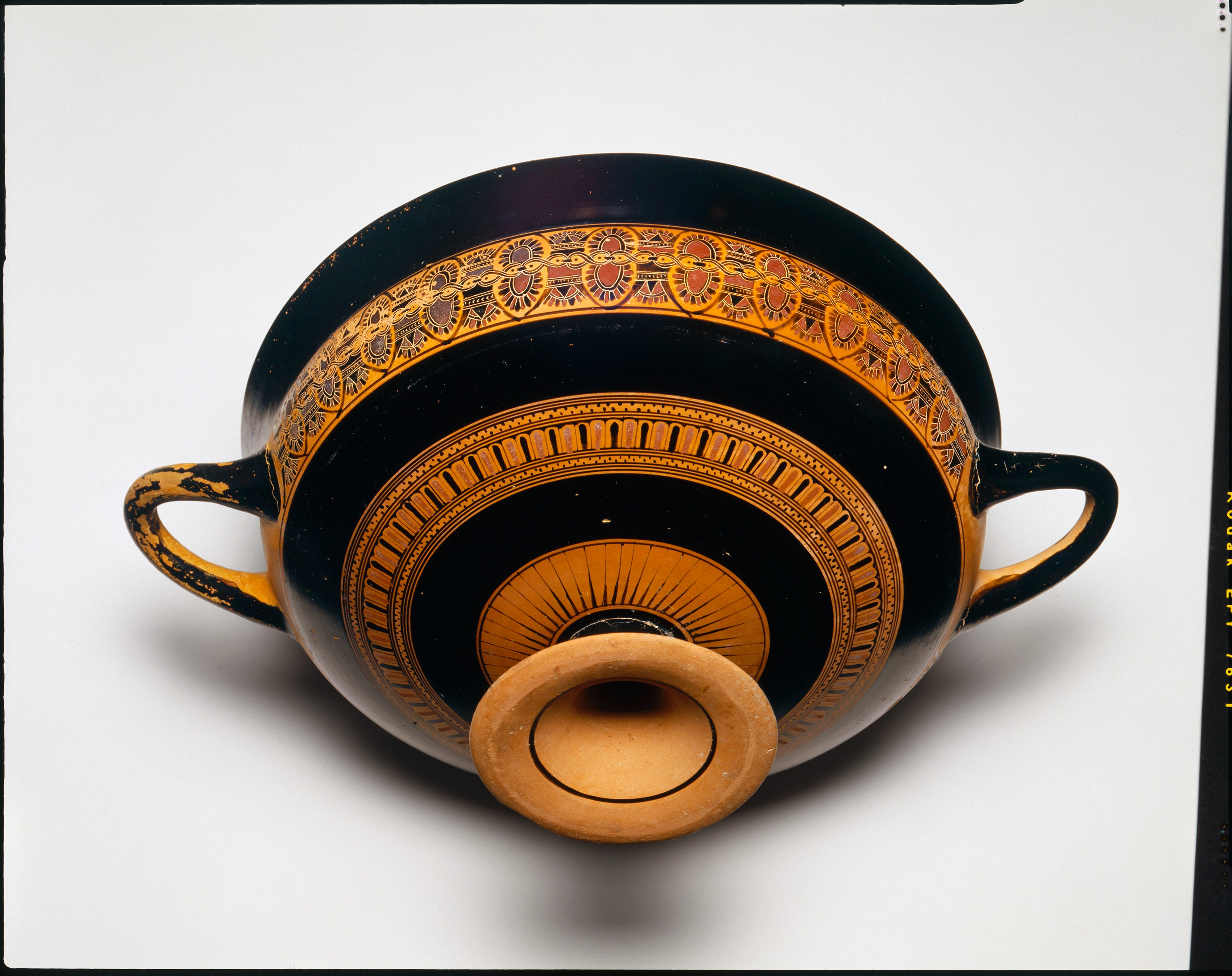
Copa de Siana del Pintor de Boston CA en el Museo Metropolitano de Arte (nº inv.12.234.3), c. 560/50 a. C.

El Pintor de Boston CA (también Pintor de Boston C.A.) fue un pintor de vasos áticos de figuras negras. Sus obras son del periodo comprendido entre el 575 y el 555 a. C.
Recibió su nombre convenido de su vaso epónimo, que está en Boston y muestra a Circe con Aqueloo. Junto con el Pintor C y el Pintor de Heidelberg, se le considera uno de los tres pintores de copas de Siana de notable calidad. Su estilo recuerda al del Pintor C. Algunas de sus copas de Siana tienen los bordes negros, como las copas de bandas, y en una de ellas, los motivos florales tienen formas y proporciones que recuerdan mucho a las obras del Grupo Comasta.